# Dopplereffekt (Band)
Die Band Dopplereffekt trat Mitte der 1990er Jahre in Detroit, Michigan zum ersten Mal in Erscheinung und ist ein wichtiger und einflussreicher Vertreter der Electro-Szene.

## Geschichte und Stil
Initiiert wurde das Musik-Projekt durch Gerald Donald, die Identität der Musiker wurde jedoch mit Pseudonymen wie Rudolf Klorzeiger geheim gehalten. Als weitere Mitglieder wurden u. a. William Scott, Kim Karli sowie später an deren Stelle To Nhan Le Thi angegeben. In Verbindung mit seltenem öffentlichen Auftreten dient dies der gezielten Mystifizierung der Gruppe. Der Name der Band bezieht sich auf das physikalische Phänomen Doppler-Effekt.
Die ersten Dopplereffekt-Veröffentlichungen erfolgten in kleiner Auflage bei Dataphysix Engineering, wobei besonders die EP Infophysix mit Stücken wie Voice Activated, Pornovision und Pornoactress bekannt wurde. International Deejay Gigolos lizenzierte 1999 die bis dahin erschienenen Tracks und veröffentlichte sie als Doppel-LP unter dem Namen Gesamtkunstwerk, was der Gruppe einen enormen Popularitätsschub verschaffte.
Der Sound dieser einflussreichen und stilbildenden Veröffentlichungen zeichnet sich durch Minimalismus, Synthesizer-Klänge im Stil von Kraftwerk, Integration von Sounds im Stil der 8-Bit-Ästhetik (Computerspiele usw.), den – oft humoristischen – Einsatz von Vocoder-Stimmen, aber auch Vocals ohne verfremdende Effekte aus. Inhaltlich stehen Themen wie Technik und Wissenschaft, v. a. Physik und Biotechnologie, bzw. Biopolitik und Rassismus (We had to sterilize the population, Superior Race) sowie Neue Medien und Cybersex (Plastiphilia) im Vordergrund. Die Kritik an der politischen Seite neuer Technologien kommt unter anderem im Titel der ersten EP von 1995, Fascist State, zum Ausdruck.
Das 2003 erschienene Album Linear Accelerator (Linearbeschleuniger) ist im Vergleich zum vorhergehenden Werk teilweise untypisch und experimentell; insbesondere in der ersten Hälfte des Albums treten an die Stelle tanzbarer Rhythmen hier düstere Klangflächenkompositionen. Dieser im Vergleich zu den ersten Veröffentlichungen weit weniger eingängige Stil wurde auch beim nächsten Album Calabi Yau Space (benannt nach dem physikalischen Phänomen des Calabi-Yau-Raums) beibehalten.
Nebenprojekte Gerald Donalds sind u. a. Der Zyklus, Japanese Telecom und Arpanet, benannt nach dem Vorläufer des Internets (siehe Arpanet). Die erste Veröffentlichung Donalds war eine EP unter dem Pseudonym Glass Domain auf Pornophonic Sound Disc im Jahr 1991. Unter dem Namen Heinrich Mueller fertigte Donald einige Remixe anderer Electro-Künstler an, unter anderem von DJ Hell. Außerdem nutzte er diesen Namen für die Credits einiger Veröffentlichungen, sowie für die Beteiligung an den Gruppen Black Replica, Zerkalo und Zwischenwelt, die sich hauptsächlich im Internet auf Youtube und Myspace präsentieren. Donalds wichtigstes ehemaliges Projekt neben Dopplereffekt war, gemeinsam mit dem 2002 verstorbenen James Marcel Stinson, das mehr Techno-lastige Projekt Drexciya.

## Diskografie
- Cellular Phone, 7” Single (1995)
- Fascist State, 12” EP (1995)
- Infophysix, 12” EP (1996)
- Sterilization, 12” Single (1997)
- Gesamtkunstwerk, 2x12” + 7” Album / CD-Album (1999)
- Scientist Mixes, 10” / 12” Single (2001)
- Myon Neutrino/Z-Boson, 12” Single (2002)
- Linear Accelerator, CD-Album (2003)
- Calabi Yau Space, 2x12” Album / CD-Album (2007)
- Cellular Automata LP  / CD-Album (2017)
- Athanatos (2018)
- Neurotelepathy LP / CD-Album (2022)